# Torre Picada

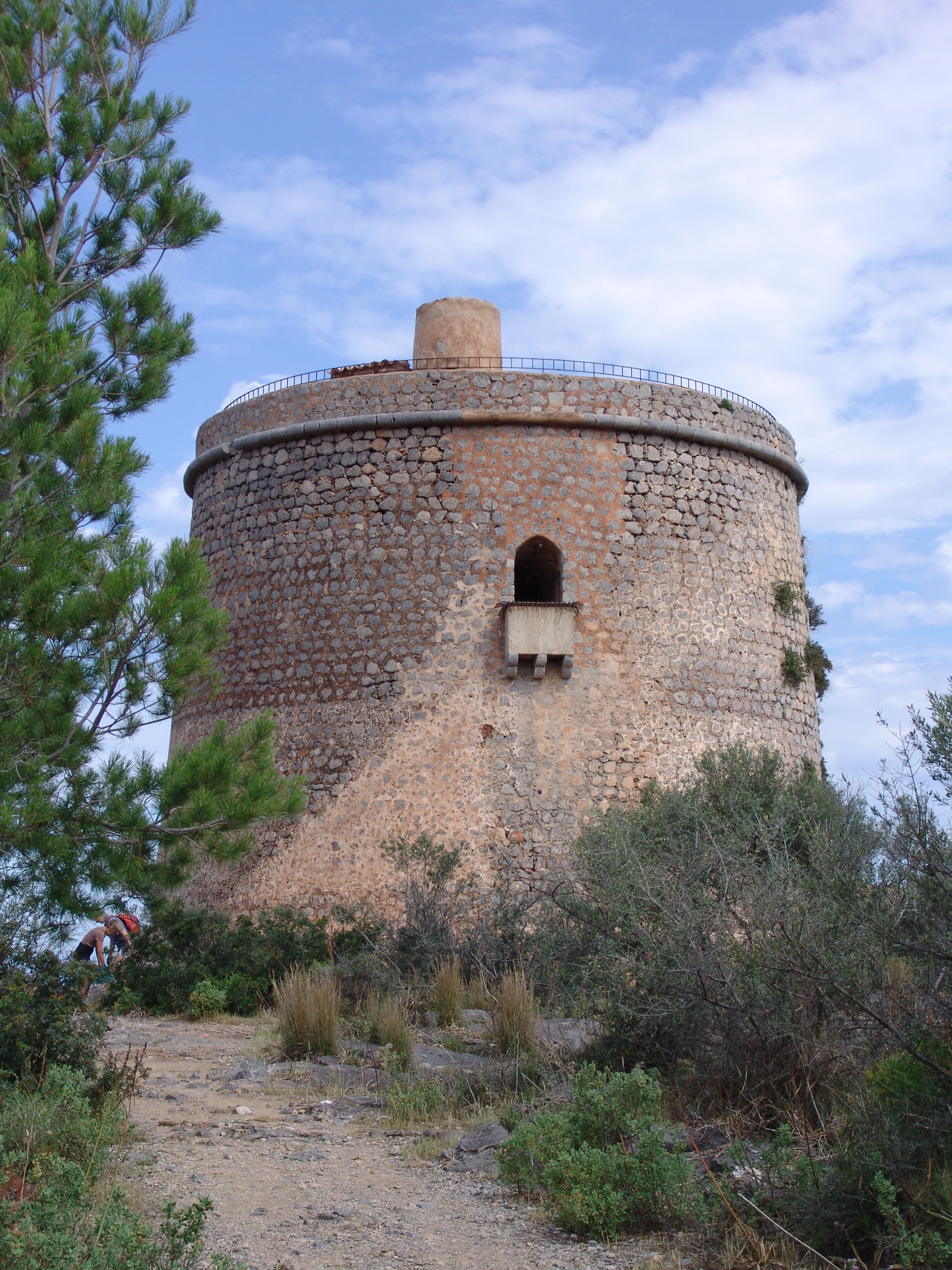
Torre Picada

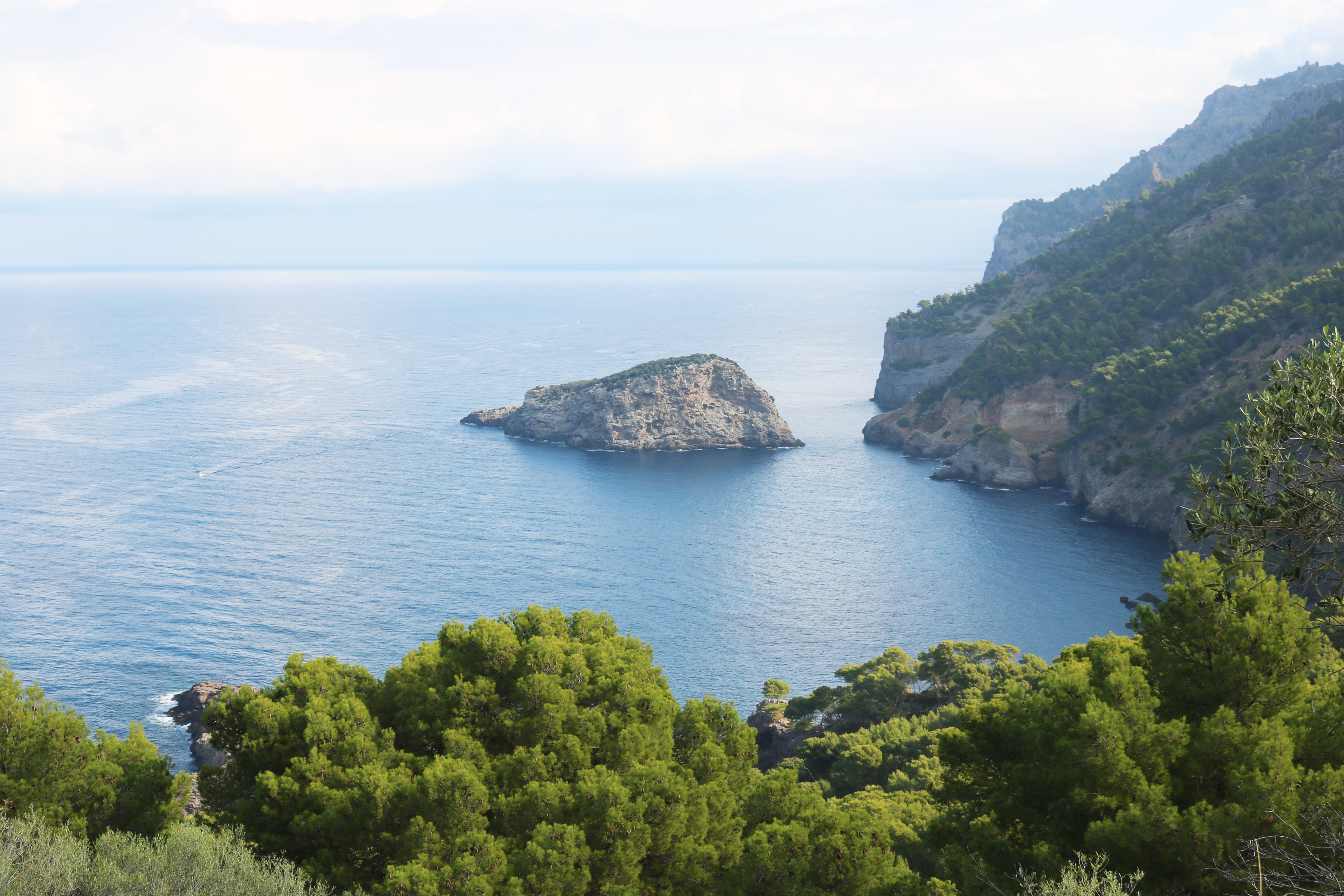
Ausblick vom Torre Picada auf die Felseninsel s'Illeta

Der Torre Picada ist ein Wach- und Wehrturm nordöstlich der Hafeneinfahrt von Port de Sóller auf der spanischen Baleareninsel Mallorca. Sein Standort gehört zum Gemeindegebiet von Sóller.
Der Torre Picada zählt mit seiner Höhe von rund 11 Metern und fast gleichem Durchmesser zu den größeren Anlagen des inselumspannenden Netzes von historischen Befestigungstürmen, die zum Schutz vor immer wiederkehrenden Piratenangriffen errichtet wurden.

## Geschichte
Historische Aufzeichnungen belegen, dass die Planungen bereits nach einem der letzten großen Piratenangriffe auf Sóller im Jahre 1561 erfolgten. Baubeginn war jedoch erst 1614, Fertigstellung Ende 1622.
Besonderes Merkmal ist die Lage der Eingangstür. Um direkten Angriffen aus nächster Nähe vorzubeugen, befand sie sich in mehreren Metern Höhe über dem Grund. Durch seine Lage direkt an den 160 Meter hohen Klippen der Steilküste von Port de Sóller gab der Turm den Wachsoldaten einen ausgezeichneten Überblick über die vorgelagerten Inseln s’Illetas zur Rechten und den Eingang der Hafeneinfahrt von Port de Sóller zur Linken.
Der Torre Picada wurde restauriert und befindet sich heute in Privatbesitz. Er kann von Besuchern nicht bestiegen werden, vom Fuß des Turmes bietet sich jedoch eine reizvolle Aussicht auf die Küste.

## Zugang
Von der Uferpromenade von Port de Sóller führt nahe der Endhaltestelle der Straßenbahn ein ausgeschilderter Wanderweg zum Turm hinauf. Man folgt zunächst dem Carrer de Antoní Montis und dessen Verlängerung, dem Carrer de Bélgica, ortsauswärts auf den Coll de s'Illa, an dem ein Waldweg beginnt.

## Belege
1. ↑   Torre Picada in Grec.cat
2. ↑  Rolf Goetz, Leichte Wanderungen Mallorca. Bergverlag Rother, München 2023, ISBN 978-3-7633-3314-1, S. 94–97